# Liste des genres de Cactaceae
Voici la liste des genres de la famille des Cactaceae selon les diverses nomenclatures .

## SelonNCBI(2 juillet 2018)[1]
- sous-famille Blossfeldioideae Crozier, 2004
- sous-famille Cactoideae Eaton, 1830
  - Acanthocalycium Backeb., 1935
  - Acanthocereus (Engelm. ex A.Berger) Britton & Rose, 1909
  - Acharagma (N.P.Taylor) Glass, 1997
  - Ariocarpus Scheidw., 1838
  - Armatocereus Backeb., 1938
  - Arrojadoa Britton & Rose, 1920
  - Arthrocereus A.Berger, 1929
  - Astrophytum Lem., 1839
  - Austrocactus Britton & Rose, 1922
  - Aylostera Speg., 1923
  - Aztekium Boed., 1929
  - Bergerocactus Britton & Rose, 1909
  - Blossfeldia Werderm., 1937
  - Brachycereus Britton & Rose. 1920
  - Brasilicereus Backeb., 1938
  - Browningia Britton & Rose, 1920
  - Calymmanthium F.Ritter, 1962
  - Carnegiea Britton & Rose, 1908
  - Castellanosia Cardenas, 1951
  - Cephalocereus Pfeiff., 1838
  - Cephalocleistocactus F.Ritter, 1959
  - Cereus Mill., 1754
  - Cintia Knize & Riha, 1995
  - Cipocereus F.Ritter, 1979
  - Cleistocactus Lem., 1861
  - Coleocephalocereus Backeb., 1938
  - Copiapoa Britton & Rose, 1922
  - Corryocactus Britton & Rose, 1920
  - Coryphantha (Engelm.) Lem., 1868
  - Cumarinia Buxb.
  - Deamia Britton & Rose, 1920
  - Dendrocereus Britton & Rose, 1920
  - Denmoza Britton & Rose, 1922
  - Discocactus Pfeiff.
  - Disocactus Aporocactus Lem., 1860
  - Echinocactus Link & Otto, 1827
  - Echinocereus Engelm., 1848
  - Echinopsis Zucc.
  - Epiphyllum Haw., 1819
  - Epithelantha F.A.C.Weber ex Britton & Rose, 1922
  - Eriosyce Phil., 1872
  - Escobaria Britton & Rose
  - Escontria Rose, 1906
  - Espostoa Britton & Rose, 1920
  - Espostoopsis Buxb., 1968
  - Eulychnia Phil., 1860
  - Facheiroa Britton & Rose, 1920
  - Ferocactus Britton & Rose, 1922
  - Frailea Britton & Rose, 1922
  - Geohintonia Glass & W.A.Fitz., 1992
  - Glandulicactus Backeb., 1938
  - Gymnocalycium Pfeiff. ex Mittler, 1844
  - Haageocereus Backeb., 1934
  - Harrisia Britton, 1909
  - Hatiora Britton & Rose, 1915
  - Hylocereus (A.Berger) Britton & Rose, 1909
  - Jasminocereus Britton & Rose, 1920
  - Lasiocereus F.Ritter, 1981
  - Lemaireocereus Britton & Rose, 1909
  - Leocereus Britton & Rose, 1920
  - Lepismium Pfeiff., 1835
  - Leptocereus (A.Berger) Britton & Rose, 1909
  - Leuchtenbergia Hook., 1848
  - Lobivia Britton & Rose
  - Lophocereus (A.Berger) Britton & Rose, 1909
  - Lophophora J.M.Coult., 1894
  - Lymanbensonia Kimnach, 1984
  - Mammillaria Cochemiea (K.Brandegee) Walton, 1899
  - Matucana Britton & Rose, 1922
  - Melocactus Link & Otto, 1827
  - Micranthocereus Backeb., 1938
  - Mila Britton & Rose, 1922
  - Mitrocereus Backeb.
  - Monvillea Britton & Rose, 1920
  - Myrtillocactus Console, 1897
  - Neobuxbaumia Backeb., 1938
  - Neolloydia Britton & Rose, 1922
  - Neoraimondia Britton & Rose, 1920
  - Neowerdermannia Fric, 1930
  - Notocactus (K.Schum.) Fric, 1928
  - Obregonia Fric, 1925
  - Oreocereus (A.Berger) Riccob., 1909
  - Oroya Britton & Rose, 1922
  - Ortegocactus Alexander, 1961
  - Pachycereus (A.Berger) Britton & Rose, 1909
  - Parodia Speg., 1923
  - Pediocactus Britton & Rose, 1913
  - Pelecyphora Encephalocarpus A.Berger, 1929
  - Peniocereus (A.Berger) Britton & Rose, 1909
  - Pfeiffera Salm-Dyck, 1845
  - Pilosocereus Byles & G.D.Rowley, 1957
  - Polaskia Backeb., 1949
  - Praecereus Buxb., 1968
  - Pseudoacanthocereus F.Ritter, 1979
  - Pseudomitrocereus Bravo & Buxb., 1961
  - Pseudorhipsalis Britton & Rose, 1923
  - Pterocereus Th.MacDoug. & Miranda, 1954
  - Pygmaeocereus H.Johnson & Backeb., 1957
  - Rauhocereus Backeb., 1957
  - Rebutia K.Schum., 1895
  - Reicheocactus Backeb., 1941
  - Rhipsalis Gaertn., 1788
  - Samaipaticereus Cardenas, 1952
  - Schlumbergera Lem., 1858
  - Sclerocactus Ancistrocactus Britton & Rose, 1923
  - Selenicereus (A.Berger) Britton & Rose, 1909
  - Stenocactus (K.Schum.) A.Berger ex A.W.Hill, 1933
  - Stenocereus Isolatocereus (Backeb.) Backeb., 1941
  - Stephanocereus A.Berger, 1926
  - Stetsonia Britton & Rose, 1929
  - Strombocactus Britton & Rose, 1922
  - Strophocactus Britton & Rose, 1913
  - Sulcorebutia Backeb., 1951
  - Thelocactus (K.Schum.) Britton & Rose, 1922
  - Thelocephala Y.Ito, 1957
  - Trichocereus (A.Berger) Riccob., 1909
  - Turbinicarpus (Backeb.) Buxb. & Backeb., 1937
  - Uebelmannia Buining, 1967
  - Weberbauerocereus Backeb., 1942
  - Weberocereus Britton & Rose, 1909
  - Weingartia Werderm., 1937
  - Yavia R.Kiesling & Piltz, 2001
  - Yungasocereus F.Ritter, 1980
- sous-famille Leuenbergerioideae Mayta & Molinari, 2015
  - Leuenbergeria Lode, 2013
- sous-famille Maihuenioideae P.Fearn, 1996
  - Maihuenia (Phil. ex F.A.C.Weber) K.Schum., 1898
- sous-famille Opuntioideae Burnett, 1835
  - Airampoa
  - Austrocylindropuntia Backeb., 1938
  - Brasiliopuntia (K.Schum.) A.Berger, 1926
  - Consolea Lem., 1862
  - Corynopuntia F.M.Knuth, 1936
  - Cumulopuntia F.Ritter, 1980
  - Cylindropuntia (Engelm.) F.M.Knuth, 1930
  - Grusonia F.Rchb. ex K.Schum., 1896
  - Maihueniopsis Speg., 1925
  - Miqueliopuntia Fric ex F.Ritter, 1890
  - Nopalea (L.) Salm-Dyck, 1850
  - Opuntia Mill., 1754
  - Pereskiopsis Britton & Rose, 1907
  - Pterocactus K.Schum., 1897
  - Punotia D.R.Hunt, 2011
  - Quiabentia Britton & Rose, 1923
  - Salmiopuntia Fric ex Guiggi, 2011
  - Tacinga Britton & Rose, 1919
  - Tephrocactus Lem., 1868
  - Tunilla D.R.Hunt & Iliff, 2000
- sous-famille Pereskioideae Engelm., 1876
  - Pereskia Mill., 1754

## SelonAngiosperm Phylogeny Website(21 mai 2010)[2]
- Acanthocalycium Backeb.
- Acanthocereus (Engelm. ex A.Berger) Britton & Rose
- Ariocarpus Scheidw.
- Armatocereus Backeb.
- Arrojadoa Britton & Rose
- Arthrocereus A.Berger & F.M.Knuth
- Astrophytum Lem.
- Austrocactus Britton & Rose
- Aztekium Boed.
- Bergerocactus Britton & Rose
- Blossfeldia Werderm.
- Brachycereus Britton & Rose
- Brasilicereus Backeb.
- Browningia Britton & Rose
- Calymmanthium F.Ritter
- Carnegiea Britton & Rose
- Cephalocereus Pfeiff.
- Cereus Mill.
- Cipocereus F.Ritter
- Cleistocactus Lem.
- Coleocephalocereus Backeb.
- Copiapoa Britton & Rose
- Corryocactus Britton & Rose
- Coryphantha (Engelm.) Lem.
- Denmoza Britton & Rose
- Discocactus Pfeiff.
- Disocactus Lindl.
- Echinocactus Link & Otto
- Echinocereus Engelm.
- Echinopsis Zucc.
- Epiphyllum Haw.
- Epithelantha F.A.C.Weber ex Britton & Rose
- Eriosyce Phil.
- Escobaria Britton & Rose
- Escontria Rose
- Espostoa Britton & Rose
- Espostoopsis Buxb.
- Eulychnia Phil.
- Facheiroa Britton & Rose
- Ferocactus Britton & Rose
- Frailea Britton & Rose
- Gymnocalycium Pfeiff.
- Haageocereus Backeb.
- Harrisia Britton
- Hatiora Britton & Rose
- Hylocereus (A.Berger) Britton & Rose
- Jasminocereus Britton & Rose
- Leocereus Britton & Rose
- Lepismium Pfeiff.
- Leptocereus (A.Berger) Britton & Rose
- Leuchtenbergia Hook.
- Lophophora J.M.Coult.
- Maihuenia (F.A.C.Weber) K.Schum.
- Mammillaria Haw.
- Mammilloydia Buxb.
- Melocactus Link & Otto
- Micranthocereus Backeb.
- Mila Britton & Rose
- Myrtillocactus Console
- Neobuxbaumia Backeb.
- Neolloydia Britton & Rose
- Neoporteria Britton & Rose
- Neoraimondia Britton & Rose
- Neowerdermannia Fric
- Obregonia Fric
- Opuntia Mill.
- Oreocereus (A.Berger) Riccob.
- Ortegocactus Alexander
- Pachycereus (A.Berger) Britton & Rose
- Parodia Speg.
- Pediocactus Britton & Rose
- Pelecyphora Ehrenb.
- Peniocereus (A.Berger) Britton & Rose
- Pereskia Mill.
- Pereskiopsis Britton & Rose
- Pilosocereus Byles & Rowley
- Polaskia Backeb.
- Pseudoacanthocereus F.Ritter
- Pseudorhipsalis Britton & Rose
- Pterocactus K.Schum.
- Pterocereus T.MacDoug. & Miranda
- Quiabentia Britton & Rose
- Rathbunia Britton & Rose
- Rebutia K.Schum.
- Rhipsalis Gaertn.
- Samaipaticereus Cardenas
- Schlumbergera Lem.
- Sclerocactus Britton & Rose
- Selenicereus (A.Berger) Britton & Rose
- Stenocactus (K.Schum.) A.W.Hill
- Stenocereus (A.Berger) Riccob.
- Stephanocereus A.Berger
- Stetsonia Britton & Rose
- Strombocactus Britton & Rose
- Tacinga Britton & Rose
- Thelocactus (K.Schum.) Britton & Rose
- Turbinicarpus (Backeb.) Buxb. & Backeb.
- Uebelmannia Buining
- Weberbauerocereus Backeb.
- Weberocereus Britton & Rose

## SelonDELTA Angio(30 avr. 2010)[3]
- et al
- Acanthocalycium
- Acanthocereus
- Aporocactus
- Ariocarpus
- Armatocereus
- Arrojadoa
- Arthrocereus
- Astrophytum
- Austrocactus
- Aztekium
- Bergerocactus
- Blossfeldia
- Brachycereus
- Brasilicereus
- Browningia
- Calymmanthium
- Carnegiea
- Cephalocereus
- Cereus
- Cipocereus
- Cleistocactus
- Coleocephalocereus
- Copiapoa
- Corryocactus
- Coryphantha
- Denmoza
- Discocactus
- Disocactus
- Echinocactus
- Echinocereus
- Echinopsis
- Epiphyllum
- Epithelantha
- Eriosyce
- Escobaria
- Espostoa
- Espostoopsis
- Eulychnia
- Facheiroa
- Ferocactus
- Frailea
- Gymnocalycium
- Haageocereus
- Harrisia
- Hatiora
- Heliocereus
- Hylocereus
- Jasminocereus
- Leocereus
- Lepismium
- Leptocereus
- Leuchtenbergia
- Lophophora
- Maihuenia
- Mammillaria
- Melocactus
- Micranthocereus
- Mila
- Myrtillocactus
- Neolloydia
- Neoporteria
- Neoraimondia
- Neowerdomannia
- Obregonia
- Opuntia
- Oreocereus
- Pachycereus
- Parodia
- Pediocactus
- Pelecyphora
- Peniocereus
- Pereskia
- Pereskiopsis
- Pilosocereus
- Pseudorhipsalis
- Pterocactus
- Rebutia
- Rhipsalis
- Samaipaticereus
- Schlumbergera
- Sclerocactus
- Selenicereus
- Stenocactus
- Stenocereus
- Stephanocereus
- Stetsonia
- Strombocactus
- Tacinga
- Thelocactus
- Uebelmannia
- Weberbauerocereus
- Weberocereus
- Zygocactus

## SelonITIS(30 avr. 2010)[4]
- Acanthocereus  (Engelm. ex Berger) Britt. & Rose
- Ancistrocactus
- Ariocarpus  Scheidw.
- Astrophytum  Lem.
- Bergerocactus  Britt. & Rose
- Carnegia  Britt. & Rose
- Carnegiea  Britton & Rose
- Cephalocereus  Pfeiff.
- Cereus  P. Mill.
- Coryphantha  (Engelm.) Lem.
- Echinocactus  Link & Otto
- Echinocereus  Engelm.
- Epiphyllum  Haw.
- Epithelantha  A. Weber ex Britt. & Rose
- Escobaria  Britt. & Rose
- Ferocactus  Britt. & Rose
- Harrisia  Britt.
- Hyalocereus
- Hylocereus  (Berger) Britt. & Rose
- Lemaireocereus
- Leptocereus  (Berger) Britt. & Rose
- Lophophora  Coult.
- Mammillaria  Haw.
- Melocactus  Link & Otto
- Neolloydia  Britt. & Rose
- Opuntia  P. Mill.
- Pachycereus  (Berger) Britt. & Rose
- Pediocactus  Britt. & Rose
- Peniocereus  (Berger) Britt. & Rose
- Pereskia  P. Mill.
- Pilosocereus  Byles & Rowley
- Rhipsalis  Gaertn.
- Schlumbergera  Lem.
- Sclerocactus  Britt. & Rose
- Selenicereus  (Berger) Britt. & Rose
- Stenocereus  (Berger) Riccob.
- Thelocactus  (K. Schum.) Britt. & Rose
- Turbinicarpus  Buxbaum & Backeberg

## Genres fusionnés
Certains genres ont été fusionnés
| - Dendrocereus → Acanthocereus - Echinofossulocactus → Stenocactus - Lobivia → Echinopsis | - Notocactus → Parodia - Trichocereus → Echinopsis - Zygocactus → Schlumbergera |  |